# Bohinjska sirarska pot
Bohinjska sirarska pot je kulinarično-rekreativno-izobraževalni koncept turističnih delavcev Bohinja in okolice. Sirarsko pot predstavlja skupina sirarn, ki se nahajajo na predvsem na posameznih pašnih planinah Pokljuke. Sirarne proizvajajo mlečne izdelke na tradicionalni način. Trenutno so v tej zvezi sirarne na planinah:
- Goreljek
- Konjščica
- Krstenica
- Pečana
- Praprotnica
- Uskovnica
- V Lazu
- Velo polje
- Zajamniki